# Bataille de Cadore
Guerre de la Ligue de Cambrai
La bataille de Cadore, également connue sous le nom de bataille de Rio Secco ou Rusecco, est une bataille qui eut lieu près de Pieve di Cadore, et qui déclenche la guerre de la Ligue de Cambrai, la quatrième des Guerres d'Italie, le 2 mars 1508.
Elle a opposé les armées vénitiennes commandées par Bartolomeo d'Alviano, et celles du Saint Empire romain germanique sous la direction de Sixt von Trautson.
La bataille aboutit à une victoire vénitienne décisive, arrêtant l'invasion de Cadore par les Habsbourg, et permettant aux Vénitiens de reconquérir tous leurs bastions perdus, ainsi que d'envahir les terres gouvernées par les Habsbourg dans le Frioul et la Marche Julienne, assiégeant Trieste et marchant sur l'Istrie. Cette victoire mobilisa les ennemis de Venise, qui créèrent la Ligue de Cambrai pour combattre les ambitions de la Sérénissime.

## Contexte
En 1507, Louis XII de France avait conquis Gênes et dominait de facto une grande partie du nord de l'Italie, ayant déjà conquis le duché de Milan en 1500. Une telle domination dans des terres si proches de ses frontières troublait l'empereur Maximilien Ier de Habsbourg, déjà inquiet des tentatives françaises d'attribuer le siège papal à Georges d'Amboise, archevêque de Rouen, qui proposait de couronner le roi des Français comme empereur.
Inquiet et soucieux de souligner le rôle de l'Empire, Maximilien Ier convoque la diète à Constance en avril 1507, où il expose devant les princes et les électeurs ses inquiétudes. Il réussit ainsi à persuader les princes de financer une invasion de l'Italie. Maximilien Ier se pose comme défenseur de l'Église, déclare Louis XII ennemi du christianisme, et annonce sa venue à Rome pour être couronné empereur et garantir la liberté de la ville sainte.
Louis XII nia immédiatement toute vue sur l'Empire ou le trône de Saint-Pierre, restant à Gênes sans armée pour démontrer ses intentions pacifiques, mais la diète accorda à Maximilien Ier 8 000 chevaliers et 22 000 fantassins pour une campagne de six mois.

## Début du conflit
Les premiers mouvements des armées impériales aux frontières du Cadore et vers le Frioul commencèrent entre le 9 et le 10 janvier 1508, conduisant Bartolomeo d'Alviano à procéder à l'inspection et au renforcement des châteaux de Botestagno et Chiusaforte. Le 24 janvier 1508, un messager impérial arriva à Vérone et demanda au maire, Alvise Malipiero, de préparer un logement pour 8 500 chevaux, puisque l'empereur Maximilien avait l'intention d'y rester trois jours avant de continuer vers Rome. Le maire décida de patienter, et transmis la demande de Maximilien à Venise.
Le Conseil des Dix lui répondit que la Sérénissime lui accorderait le passage tant que l'empereur aurait l'intention de traverser son territoire « tranquillement et pacifiquement ». De leur côté, les Vénitiens avaient de nombreuses raisons de considérer la demande de Maximilien comme un simple prétexte pour une invasion.
Ils décidèrent donc de renforcer la garnison de Rovereto et d'évacuer les civils de la ville, tandis qu'une garnison de 500 fantassins sous le commandement de Dionigi Naldi était déployée à Brentonico, et qu'une ambassade était envoyée à Charles II d'Amboise., Grand Maître de France et gouverneur de Milan, demandant l'envoi de renforts sous le commandement de Gian Giacomo Trivulzio.
Dans les jours suivants, les intentions des impériaux devinrent évidente, alors que de plus en plus d'hommes se rassemblaient autour de Trente et commencaient à piller la vallée de Lagarina au nord de Rovereto et le plateau d'Asiago.
Le 4 février, Pietro Gixi, le capitaine de Cadore, fut informé de l'arrivée autour de Brunico d'environ trois cents chevaliers allemands et de centaines de fantassins qui, cependant, n'attaquèrent pas immédiatement les Vénitiens, car les cols étaient bloqués par d'importantes quantité de neige. Dans la nuit du 20 au 21 février, l'infanterie allemande envahit et pilla Ampezzo, assiégeant le château de Botestagno, et, le lendemain, 4 000 fantassins allemands envahirent rapidement tout le Cadore, y compris le château de Pieve di Cadore tenu par Pietro Gixi, qui se rendit le 23.
Le lendemain, il ne restait plus que soixante fantassins sous le commandement de Bortolo Malfato pour s'opposer à l'avancée des Habsbourg à Chiusa di Venas, mais eux aussi furent contraints à la retraite, d'abord à Pieve puis, après une seconde bataille qui dura quatre heures et au cours de laquelle ils risquèrent d'être encerclés, vers le château de Gardona.
Les Vénitiens, ayant appris la nouvelle, ordonnèrent immédiatement à Bartolomeo d'Alviano, en route vers le Frioul, de se rendre à Bassano del Grappa avec Giorgio Corner et de préparer un plan pour reprendre le contrôle de la région. Andrea Loredan, lieutenant d'Udine, envoya Geronimo Savorgnan, Francesco Sbrogliavacca, Francesco Beraldo et Antonio Pio à Carnia avec 4 000 fantassins pour tenter de lever le siège du château de Botestagno. Le 27 février, l'artillerie impériale, commandée personnellement par Maximilien, contraint Giovanni Michel et Francesco Zani à céder le château après six jours de résistance.
Le 27 février, Alviano arriva à Belluno et décida de lancer une offensive immédiate visant à récupérer Cadore, l'invasion représentant une menace pour l'ensemble de la Terraferma. De Belluno, Alviano partit avec une armée d'environ 3 000 hommes vers le château de Gardona et atteignit le lendemain le carrefour de Muda, puis choisit d'emprunter un chemin difficile, passant par le Val Di Zoldo pour ne pas être aperçu par les troupes germaniques. Le même jour, une partie des Impériaux montèrent vers Domegge, mais furent interceptés par les stradioti de Beraldo et contraints de se replier sur Pieve, où ils se retranchèrent avec des palissades et des abris en bois.
Le 29 février, Alviano atteignit le Val di Zoldo avec son armée, mais dut s’arrêter pour reposer ses troupes et déneiger les passages. Dans la soirée, les troupes de Malatesta rejoignirent le reste de l'armée. Le 1er mars, l'armée repartit, et après avoir franchi le col de Cibiana et dépassé la Boite en fin de journée, elle atteint Venas, à trois milles de Pieve, où elle laisse une garnison pour bloquer la retraite impériale.

## La bataille
De Venas, les Vénitiens poursuivirent leur route vers Valle, qu'ils atteignirent le 2 mars vers 10 heures du matin. D'Alviano envoya en reconnaissance un groupe de stradioti qui, cependant, violant les recommandations du général, incendièrent certaines maisons de Tai, à l'intérieur desquelles étaient logés des fantassins allemands. Ce fut l'étincelle qui obligea le général vénitien à déclencher une bataille, qui dura moins d'une heure et se déroula sur les rives enneigées du Rio Secco. Les environ quatre mille fantassins allemands, sachant qu'ils risquaient l'encerclement, s'organisèrent en carré, avec les bagages et les femmes au milieu, puis marchèrent rapidement contre les Vénitiens avec l'intention de percer leurs rangs et d'ouvrir une voie de fuite.
Alviano, chevauchant au centre de la formation vénitienne, ordonna aux ailes, composées d'arbalétriers, de cavaliers et de stradioti, d'attaquer les flancs de l'ennemi pour le perturber et le ralentir pendant que le reste des troupes vénitiennes arrivaient. Les Rinieri della Sassetta, accompagnés d'une douzaine de cavaliers de Cardillo, des stradioti de Busicchio et des arbalétriers de Franco dal Borgo, attaquèrent l'artillerie ennemie sur trois côtés et réussirent à la capturer. A droite, les fantassins de Naldi et Gambara, assistés des arbalétriers Querini et de l'artillerie, engagèrent le flanc gauche des Allemands.
Au cours des affrontements, le commandant impérial Sixt von Trautson se battit en duel avec Rinieri della Sassetta, qui portait la bannière de la Sérénissime, réussissant à le blesser d'un coup au visage. Rinieri a répondu en le blessant mortellement au cou avec sa pique, et en le jetant à terre.
La mort de leur commandant fit perdre de son élan à l'avancée des fantassins allemands. D'Alviano contre-attaqua avec son infanterie, suivie par la cavalerie lourde et les cavaliers de Pandolfo Malatesta et Giacomo Secco. Les Vénitiens réussirent à percer le carré allemand, dont l'infanterie fut pour la plupart tuée près des rives du Rio Secco, malgré leur demande de grâce. Deux heures après la fin de la bataille, les hommes de Savorgnan arrivèrent à Pieve, après avoir réussi à sécuriser Treponti, le Val d'Ansiei et les cols.
Les Vénitiens perdent en tout quatre cavaliers lourds, seize chevaux et un petit nombre de fantassins. Les Allemands déplorent 1 688 tués et 500 prisonniers, relâchés contre le paiement d'une rançon après le conflit ; les Vénitiens capturèrent également huit pièces d'artillerie ennemies. Les fuyards tentèrent de rejoindre le gros de l'armée impériale en se dispersant et en traversant les cols, mais une centaine d'entre eux furent tués par les stradioti dans le Val di Zoldo, d'autres se noyèrent dans la Piave et d'autres encore moururent de froid.
Les seuls Allemands restants étaient les soixante-dix hommes qui gardaient le château de Pieve, perché sur un relief rocheux. Le matin du 3 mars, d'Alviano fit conduire quatre fauconneaux au sommet d'une colline devant la forteresse et commença à tirer sans causer de dégâts importants, compte tenu du petit calibre des canons. Estimant qu'ils ne suffiraient pas pour faire capituler la forteresse, il envoya un messager à Venise pour demander des pièces de plus gros calibre, et entre-temps tenta d'inciter la garnison à se rendre en promettant qu'en échange leurs vies seraient épargnées. Les Allemands répondirent qu'ils rendraient le château dans les trois jours, espérant peut-être un improbable sauvetage de la part de leurs camarades. Le 4 mars, vers 13 heures, les Vénitiens, fatigués d'attendre et à court de nourriture, décidèrent d'attaquer le château.
Les Allemands se défendirent vaillamment, causant quelques pertes aux assaillants, dont celle de Carlo IV Malatesta, touché par une pierre qui brisa son casque. Certains fantassins vénitiens réussirent quand même à escalader les murs de l'une des demi-lune, tuant les gardes puis abaissant le pont-levis. À ce moment-là, Alviano entra, flanqué de dix chevaliers et de l'infanterie de Pietro dal Monte et de Lattanzio da Bergamo. La porte de la deuxième demi-lune, renforcée par les impériaux avec des poutres et de la terre, fut brisée à la hache. La porte de la tour fut ensuite incendiée, tandis que les Allemands à l'intérieur continuaient de jeter des pierres depuis les mâchicoulis. Lorsque la porte fut forcée, les Allemands survivants se rendirent. L'assaut avait duré trois heures et la garnison du château avait perdu trente-quatre hommes tués ; de nombreux survivants avaient été blessés. Les survivants furent dépouillés de leurs biens puis relâchés. Dans le château, les vainqueurs trouvèrent environ 1 500 ducats, qui furent distribués aux soldats sur ordre de la Sérénissime, ainsi que de nombreux biens volés dans les maisons du Cadore et de la Vallée d'Ampezzo.

## Répercussions
La victoire vénitienne assura une grande renommée à Bartolomeo d'Alviano, qui, le 4 mars, fut nommé capitaine général de l'infanterie et de la cavalerie vénitiennes, avec une solde augmentée de 15 000 à 30 000 ducats par an, auxquels était ajoutée une prime de 1 000 ducats, avec la possibilité de conserver les armes capturées.
Après le siège, les soldats vénitiens furent contraints de manger uniquement du pain, du vin et des pommes pendant quelques jours, car il ne restait plus rien dans la vallée. Cependant, le 8 mars, ils capturèrent un convoi de quatre chariots pleins de pain et de blé tirés par vingt chevaux et protégés par quelques soldats allemands qui n'avaient pas reçu la nouvelle de la défaite du Rio Secco et tentaient de rejoindre leurs compagnons de Pieve.
Dans les mois suivants, Alviano s'avança dans les terres tenues par les Habsbourg dans le Frioul et la Marche Julienne, et conquit Pordenone (en mai 1508), Gorizia, Trieste, Pisino, Fiume et Postojna, obtenant alors la seigneurie de Pordenone et l'admission au Maggior Consiglio.
Maximilien Ier dut renoncer à toute prétention, non seulement sur ses terres perdues, mais surtout à son rêve d'être couronné à Rome, et, le 6 juin 1508, il signa un armistice acceptant les conditions humiliantes imposées par les Vénitiens.
Venise, qui était déjà devenue le plus puissant des États italiens après la division du duché de Romagne, élargit encore ses frontières, atteignant le sommet de son expansion terrestre, et provoquant le mécontentement de beaucoup, en premier lieu du pape Jules II, qui, le 10 décembre 1508, réunit la France, le Saint-Empire romain germanique, l'Espagne, Ferrare, Mantoue et le duché de Savoie dans la Ligue de Cambrai pour écraser Venise ; au printemps 1509, la bataille d'Agnadel marqua l'arrêt définitif de la domination vénitienne sur l'Italie du Nord, au profit du royaume de France.
La bataille a été représentée dans un tableau de Titien (originaire de Pieve di Cadore) dans le Palazzo Ducale de Venise, détruit par un incendie en 1577.